# Municipalité de Leichhardt
La municipalité de Leichhardt (en anglais : Municipality of Leichhardt) est une ancienne zone d'administration locale de l'agglomération de Sydney, en Nouvelle-Galles du Sud (Australie). Elle a existé de 1871 à 2016, date à laquelle elle est réunie au conseil d'Inner West.

## Géographie
Elle se situait à environ 10 km à l'ouest du centre de Sydney et baignée au nord par la rivière Parramatta.

### Quartiers de la zone d’administration locale
La municipalité de Leichhardt comprenait différentes villes-banlieues :
- Annandale
- Balmain
- Balmain East
- Birchgrove
- Cockatoo Island
- Leichhardt
- Lilyfield
- Rozelle

## Histoire
La municipalité de Leichhardt est créée le 29 décembre 1871 par le gouvernement de Nouvelle-Galles du Sud. Son nom lui est donné en l'honneur de l'explorateur et naturaliste prussien Ludwig Leichhardt, disparu lors d'une expédition au centre de l'Australie en 1848.
En 1893, la partie orientale est séparée et devient la municipalité d'Annandale. En 1949, cette dernière est réintégrée à celle de Leichhardt, en même temps que Balmain. En 1967, les limites de la municipalité sont étendues à l'est avec le rattachement de Glebe et d'une partie de Camperdown. Enfin en 2003, les limites entre Leichhardt et la cité de Sydney sont à nouveau modifiées.
En 2015, dans le cadre du regroupement des zones administratives, différents projets de fusion sont proposés. Le 12 mai 2016, le ministre des collectivités locales de Nouvelle-Galles du Sud décide de la fusion des municipalités d'Ashfield et de Leichhardt avec le conseil de Marrickville pour former la nouvelle zone du conseil d'Inner West.

## Crédit d'auteurs
- (en) Cet article est partiellement ou en totalité issu de l’article de Wikipédia en anglais intitulé « Municipality of Leichhardt » (voir la liste des auteurs).